# Kamil Wacławczyk
Kamil Wacławczyk (ur. 29 marca 1987 w Lubinie) – polski piłkarz występujący na pozycji pomocnika w klubie Górnik Polkowice.

## Kariera
Wacławczyk rozpoczynał karierę w barwach drugoligowego KS-u Polkowice. Jego największym sukcesem było wygranie z klubem III ligi w 2009. W następnym sezonie wywalczył wraz z drużyną awans do I ligi, kończąc rozgrywki w tabeli tuż za Ruchem Radzionków.
13 stycznia 2012 podpisał kontrakt z GKS-em Bełchatów. W Ekstraklasie zadebiutował w spotkaniu z Polonią Warszawa (2:1).

## Sukcesy
- Awans do I ligi: 2009/10
- III liga: 2008/09